# Štrukelj
Štrukelj je 192. najbolj pogost priimek v Sloveniji, ki ga je po podatkih Statističnega urada Republike Slovenije na dan 31. decembra 2007 uporabljalo 932 oseb, na dan 1. januarja 2011 pa 930 oseb ter je med vsemi priimki po pogostosti uporabe zavzel 194. mesto.
- Alfonz Štrukelj (1894—1984), učitelj, član organizacije TIGR
- Alojzij Štrukelj (1896—1973), duhovnik, novomeški prošt
- Anton Štrukelj (*1952), dogmatični in ekumenski teolog, prof. TEOF, prvi generalni tajnik Slovenske škofovske konference
- Barbara Štrukelj, novinarka, urednica STA
- Borut Štrukelj (*1961), farmacevt, univ. prof.
- Branimir Štrukelj (*1957), pedagog, sindikalist javnega sektorja
- Ciril Štrukelj (1909—2000), zborovodja
- Franc Štrukelj (1897—1974), gradbenik, jamar in publicist
- France Jaroslav Štrukelj (1841—1895), duhovnik, pisatelj, publicist, prevajalec
- Franjo Štrukelj (1903—1977), elektrotehnik
- Ivan Štrukelj (1869—1948), duhovnik in pisatelj
- Ivan Štrukelj (1880—1852), učitelj, pedagoški pisec in organizator
- Inka Štrukelj Inka Mikluž-Štrukelj (1931—2011), raziskovalka sociologije jezika (socio- in psiholingvistka)
- Ivo Štrukelj (1920—2012), arhitekt
- Jadviga Poženel-Štrukelj  (1901—1990), pianistka, klavirska pedagoginja
- Janez Štrukelj (1940—2010), kulinarik, kuhar, publicist (štruklji...)
- Januš Štrukelj (*1991), nogometaš
- Josip Štrukelj (1891—1977), mornariški častnik, politični delavec in gospodarstvenik
- Jožko Štrukelj (1928—2009), politik in gospodarstvenik
- Marjan Štrukelj (*1964), kajakaš
- Mark Tullio Štrukelj (*1962), nogometaš
- Miha Štrukelj (*1973), "mediatizirani" slikar
- Mihael Štrukelj/Strukel (1851—1923), gradbeni inženir, prof. na Finskem
- Milan Štrukelj (1928—2025), zdravnik pediater - pulmolog, prof. MF
- Milan Štrukelj (1935?—2025), sodnik
- Milojka Štrukelj (1925—1944), aktivistka OF/NOB
- Pavla Štrukelj (1921—2015), etnologinja, romologinja, muzealka
- Pavle Štrukelj, pesnik, pisatelj
- Polde Štrukelj (1922—2010), polkovnik, urednik
- Slavica Štrukelj Kokoravec, slikarka
- Slavko Štrukelj (1914—1995), operni pevec
- Tatjana/Tanja Štrukelj Zrimšek (1935—1996), pianistka, klavirska pedagoginja
- Tomaž Štrukelj (1910—1990), arhitekt, ekslibrist
- Urša Štrukelj (*1975), plezalka, plesalka, likovna ustvarjalka - oblikovalka (tekstila itd.), filozofinja
- Vojka Štrukelj, arhitektka
- Zdravko Štrukelj (*1954), kegljač